# Drzeczkowo
Drzeczkowo (prononciation : [dʐɛt͡ʂˈkɔvɔ]) est un village polonais de la gmina d'Osieczna dans le powiat de Leszno de la voïvodie de Grande-Pologne dans le centre-ouest de la Pologne.
Il se situe à environ 4 kilomètres au nord d'Osieczna (siège de la gmina), à 12 kilomètres au nord-est de Leszno (siège du powiat) et à 55 kilomètres au sud de Poznań (capitale régionale).
Le village possédait une population de 295 habitants en 2006.

## Histoire
De 1975 à 1998, le village faisait partie du territoire de la voïvodie de Leszno.

Depuis 1999, Drzeczkowo est situé dans la voïvodie de Grande-Pologne.